# كيث كوكس (جيولوجي)
كيث كوكس (بالإنجليزية: Keith Cox)‏ هو جيولوجي بريطاني، ولد في 25 أبريل 1933، وتوفي في 27 أغسطس 1998 بسبب غرق.